# Mieczysław Rulikowski

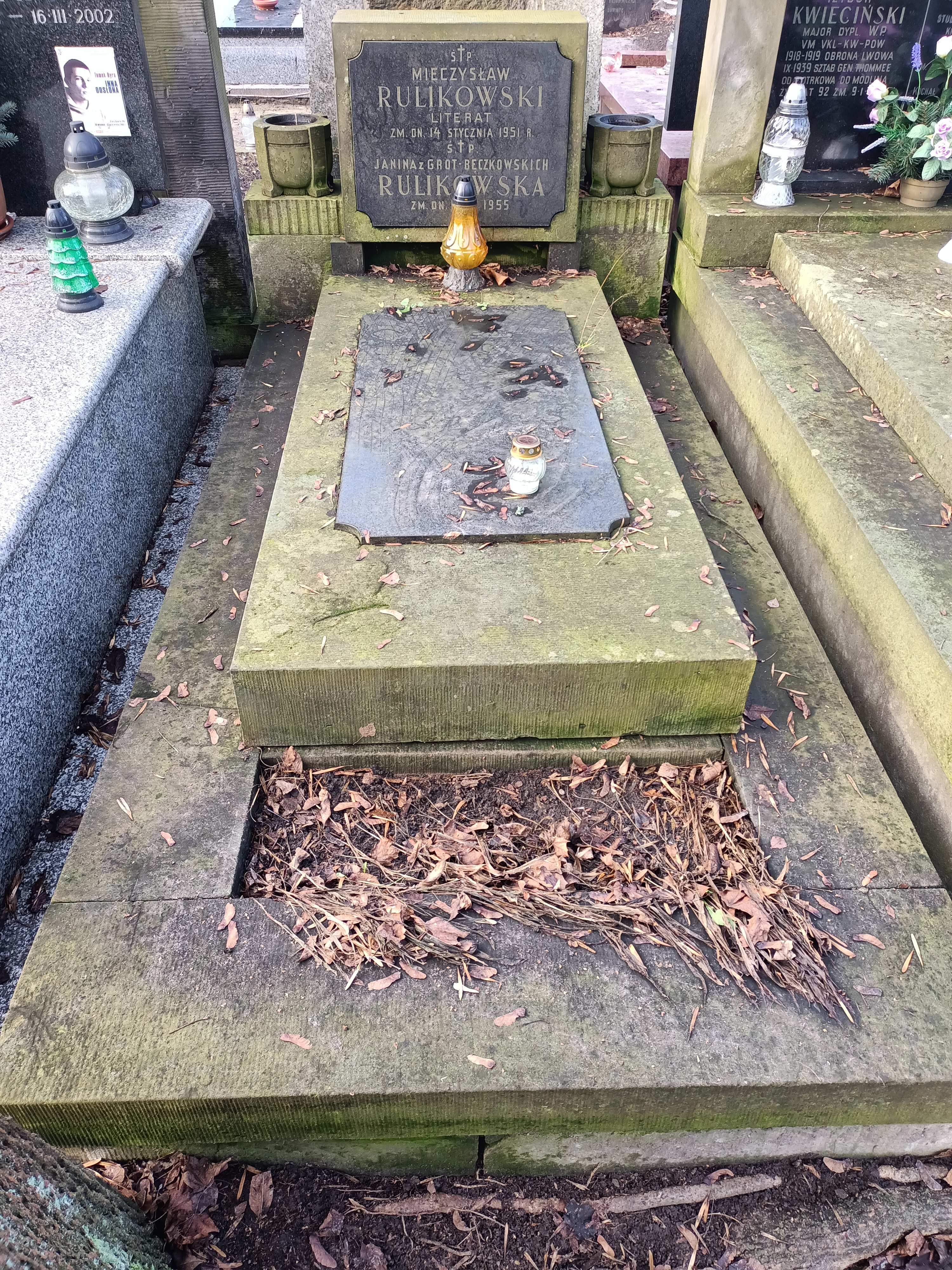
Nagrobek Mieczysława Rulikowskiego na cmentarzu Powązkowskim

Mieczysław Jakub Ludwik Rulikowski (ur. 26 lipca 1881 w Warszawie, zm. 14 stycznia 1951 w Grodzisku Mazowieckim) – polski teatrolog, bibliolog i bibliofil. Współpracownik m.in. „Bluszczu”, autor monografii teatru na Litwie, po II wojnie światowej organizator Instytutu Teatrologicznego i wykładowca w PWST w Warszawie.

## Edukacja
Studia uniwersyteckie rozpoczął na Uniwersytecie Jagiellońskim w latach 1901–1903 jako słuchacz nadzwyczajny na wydziale filologicznym. W latach 1903–1907 studiował historię i literaturę na krakowskiej uczelni a w latach 1907–1909 na paryskiej Sorbonie.

## Kariera zawodowa
Pracował jako księgarz, wydawca, publikował prace bibliograficzne oraz prowadził zajęcia akademickie z zakresu księgoznawstwa.
W 1907 roku wydał pierwszą pracę dotyczącą dziejów teatru na Litwie. Przed I wojną światową publikował szkice i recenzje teatralne w „Bluszczu” oraz innych periodykach.     
W 1915 roku opublikował prace dotyczącą otwarcia teatru w Warszawie w 1765 roku. W 1917 napisał pracę dotycząca działalności archiwów i bibliotek teatrów m. st. Warszawy.     
W 1916 po powołaniu Wydziału Humanistycznego w ramach Wyższych Kursów Naukowych w Warszawie w inauguracyjnym wykładzie pt. Zakres i zadania księgoznawstwa, analizował pojęcia: bibliografia, bibliognozja i bibliologia.       
W latach 1947–1949 brał udział w zorganizowaniu po wojnie Instytutu Teatrologicznego w Warszawie. W latach 1949–1950 był wykładowcą Państwowej Wyższej Szkoły Teatralnej w Warszawie.    
Zmarł 14 stycznia 1951 roku. Pochowany na cmentarzu Powązkowskim (kwatera 140-1-22).

## Życie prywatne
Był synem Edwarda, ziemianina oraz Stefanii Szlubowskiej. Żonaty z Janiną Grot-Bęczkowską.

## Odznaczenie
- Złoty Krzyż Zasługi (15 czerwca 1946)[9]